# Johann Wenzel Peter
Johann Wenzel Peter, przeważnie jako Wenzel Peter (ur. 8 września 1745 w Karlowych Warach, zm. 28 grudnia 1829 w Rzymie) – malarz austriacki, animalista.

## Biografia
Johann Wenzel Peter urodził się w Karlowych Warach 8 września 1745 roku. Był synem rusznikarza. początkowo kształcił się w fachu ojca, następnie zatrudnił się jako grawer monet w Wiedniu. Od 1774 roku przebywał w Rzymie, praktykując w pracowni rzeźbiarskiej. W 1781 roku na stałe zajął się malarstwem. Od 1812 był członkiem Akademii Świętego Łukasza.
W latach 1776–1777 na zamówienie księcia Marcantonia Borghese Peter ozdobił wnętrza kasyna w Villa Borghese 162 różnymi zwierzętami, malując freski bez rysunków przygotowawczych. Cieszył się popularnością na początku XIX wieku, jego obrazy znalazły się szeregu europejskich kolekcji. Niemieckie pismo „Kunstblatt” określiło Petera w 1830 roku mianem „człowieka, który malował portrety zwierząt”. Malarz zmarł w Rzymie 28 grudnia 1829 roku. W 1831 roku jego córka, Marianna Peter zwróciła się z prośbą do Stolicy Apostolskiej, by ta zakupiła pozostające w pracowni obrazy. Papież Grzegorz XVI zakupił dla kolekcji watykańskiej jedenaście płócien.
W kolekcji Łazienek Królewskich znajduje się stolik z mozaikowym blatem wykonany przez Pompea Saviniego i Petera Wenzla z 1788 roku.

## Galeria

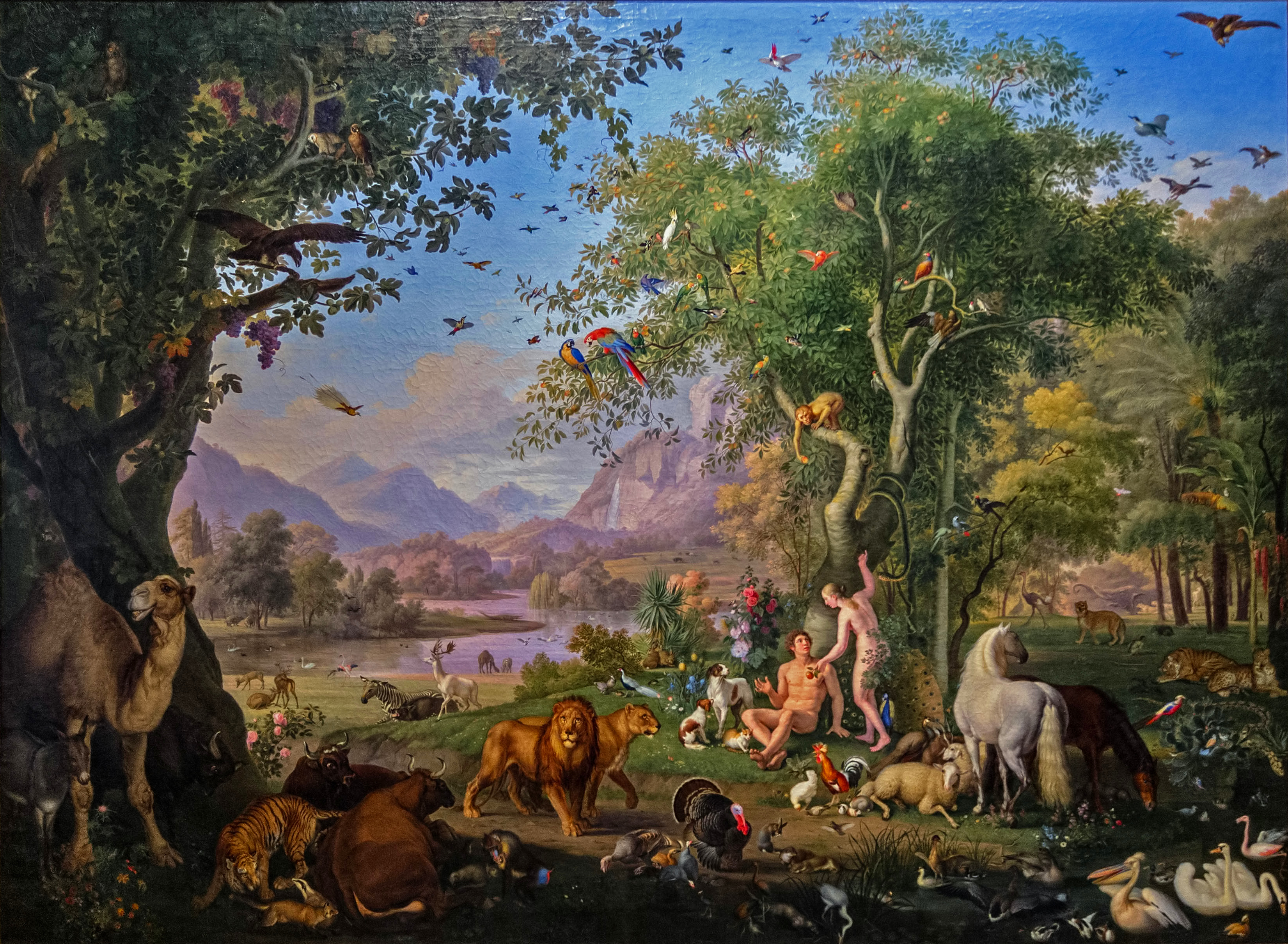
Adam i Ewa w rajskim ogrodzie, Pinakoteka Watykańska
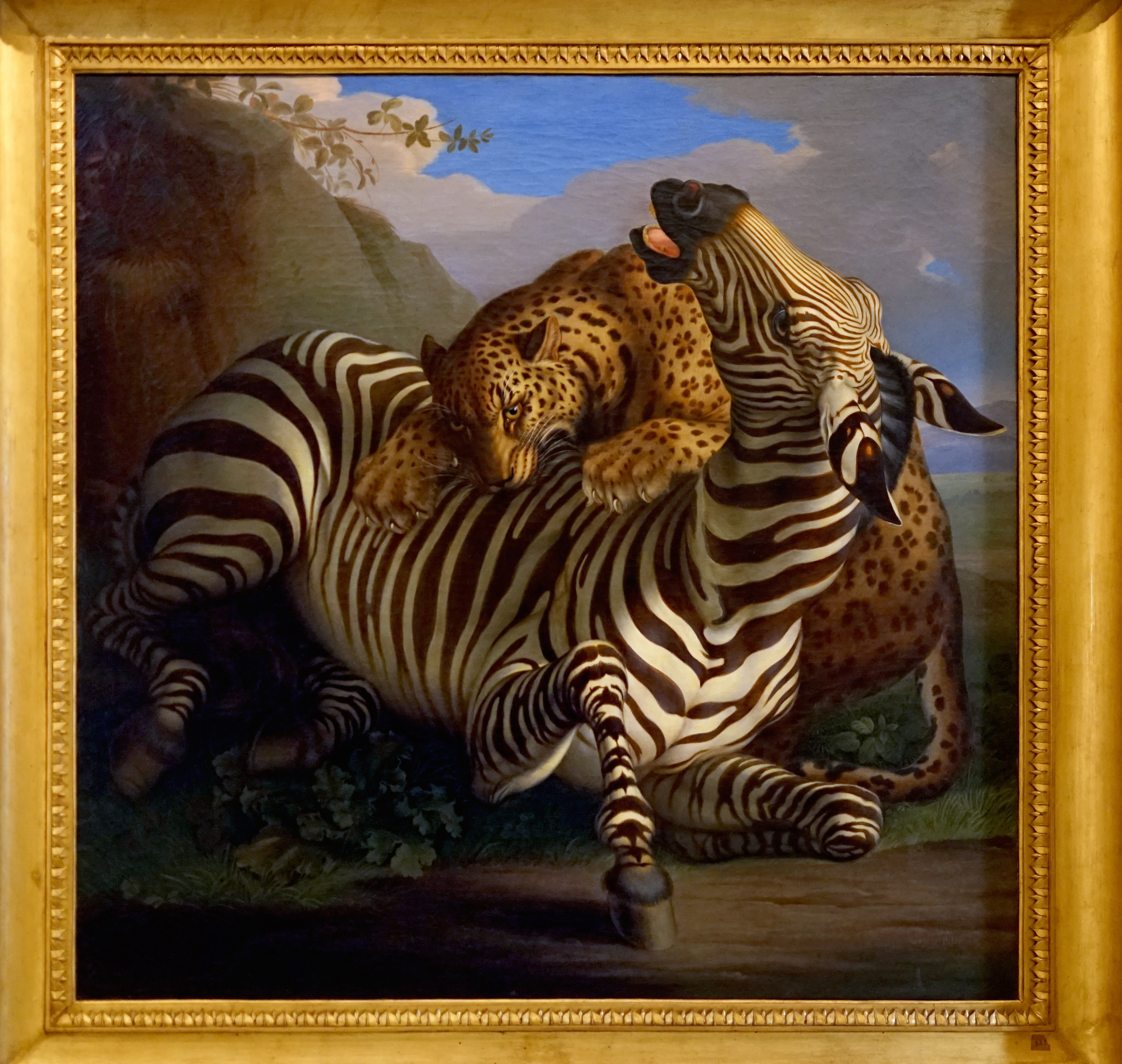
Lampart atakujący zebrę, Pinakoteka Watykańska
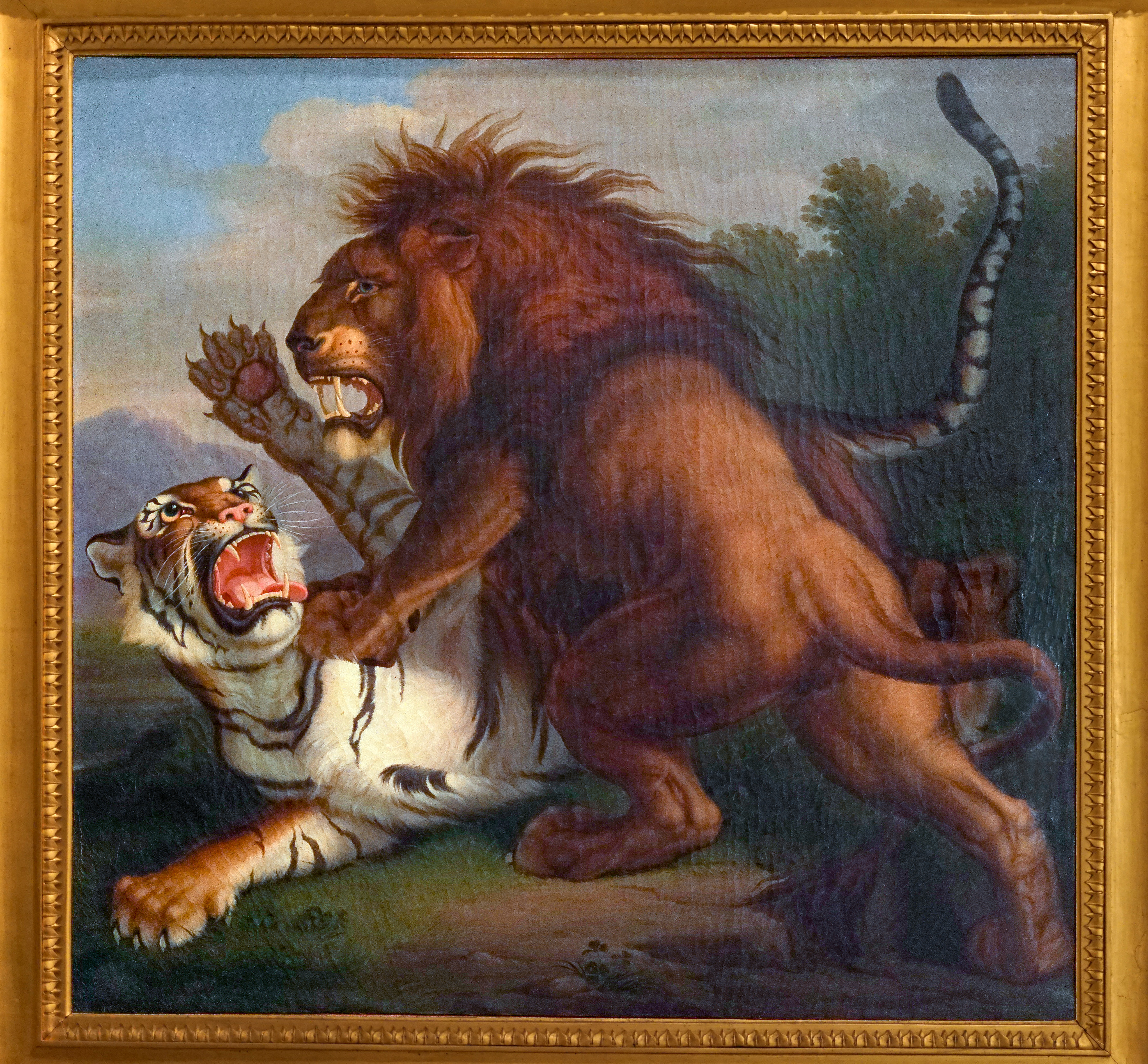
Lew walczący z tygrysem, Pinakoteka Watykańska
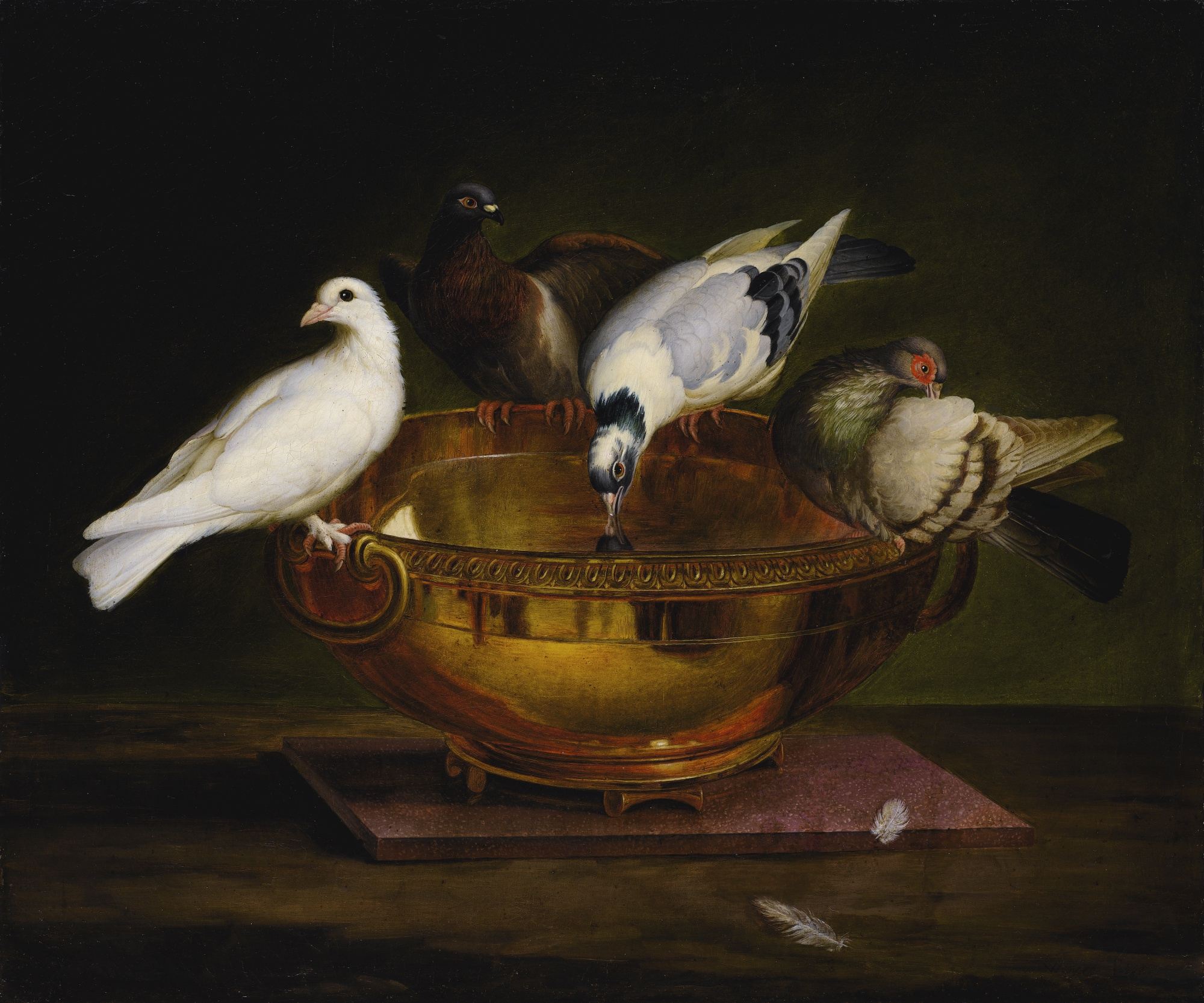
Cztery gołębie na mozaice z Willi Hadriana w Tivoli, kolekcja prywatna
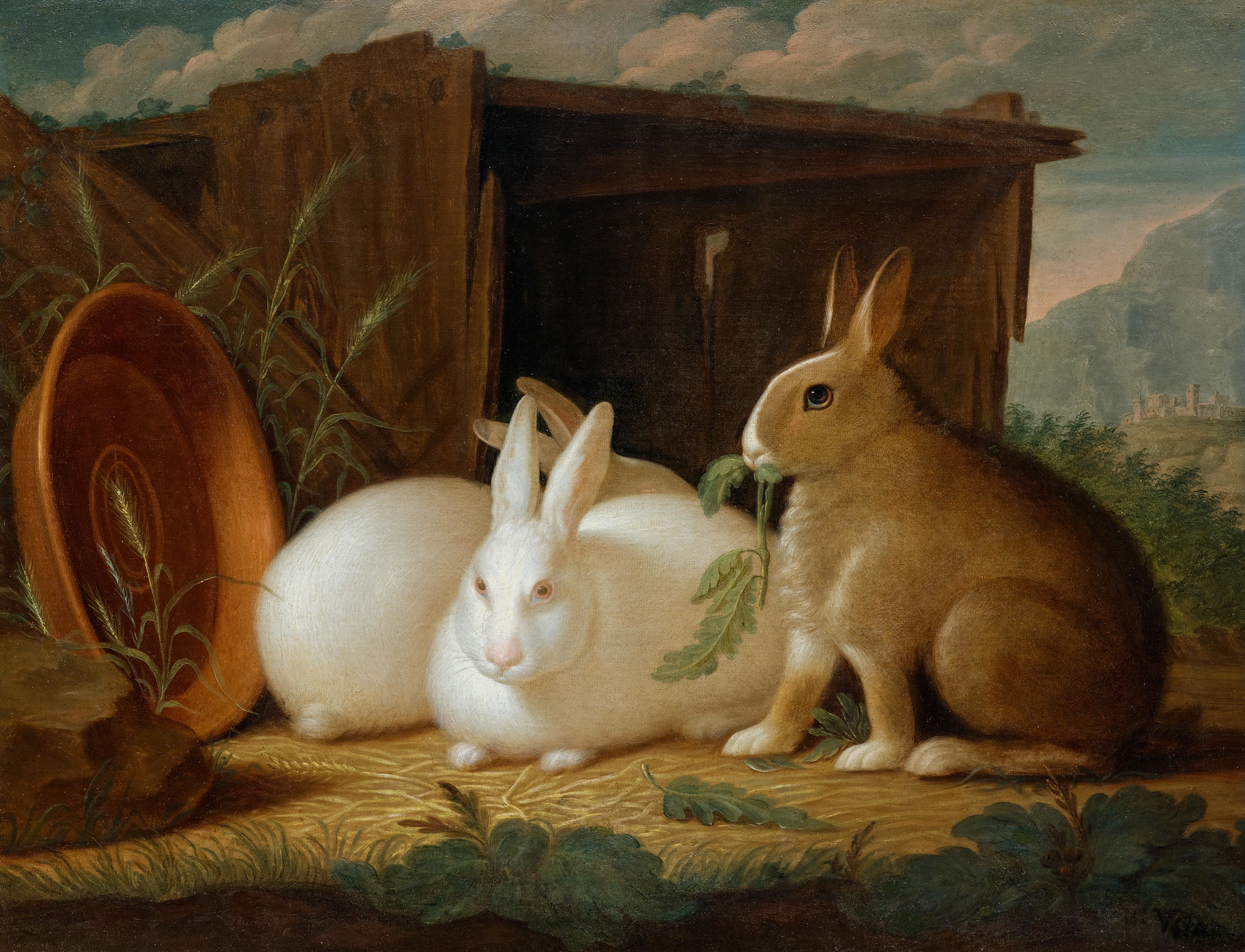
Trzy króliki, kolekcja prywatna
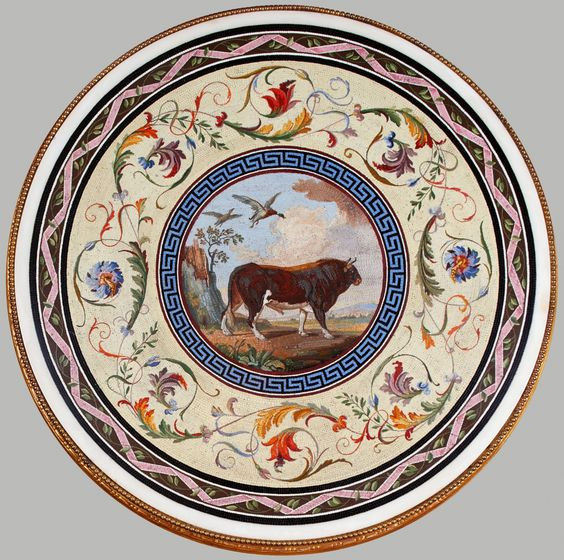
Stolik z mozaikowym blatem, Łazienki Królewskie